# Вторжение на Землю
Вторжение на Землю (англ. Terminal Invasion) — американо-канадский телефильм режиссёра Шона Каннингема. Премьера фильма состоялась 14 сентября 2002 года.

## Сюжет
При перевозке приговорённого убийцы по имени Джек двое полицейских попадают в разбушевавшуюся пургу и начинают искать себе временное убежище. Они добираются до аэропорта, где восемь пассажиров ожидают окончания непогоды, из-за которой отменены все рейсы. Зайдя в туалет, полицейские и убийца видят там старика, за личиной которого скрыт инопланетянин.

## В ролях
- Брюс Кэмпбелл — убийца Джек